# Manuel Zelaya
José Manuel Zelaya Rosales, cũng gọi là Mel Zelaya, (sinh ngày 20 tháng 9 năm 1952) là một nhà chính trị Honduras, là Tổng tống Honduras từ năm 2006 đến năm 2009 cho đến khi bị đảo chính trong cuộc khủng hoảng chính trị Honduras năm 2009 ngày 28 tháng 6 năm 2009.
Ông đã đánh bại ứng cử viên thuộc Đảng Dân tộc Porfirio Pepe Lobo trong cuộc bầu cử ngày 27 tháng 11 năm 2005 và nhậm chức ngày 27 tháng 1 năm 2006, thay thế Ricardo Maduro và trở thành tổng thống thứ 5 là đảng viên Đảng tự do.
Zelaya có lập trường thiên tả, ủng hộ Hugo Chavez của Venezuela.
Cố gắng của Zelaya trong việc tổ chức một cuộc trưng cầu dân ý về hiến pháp đã gây ra một cuộc khủng hoảng chính trị và dẫn đến ông bị quân đội lật đổ.

## Tìm cách về nước
Ngày 23 tháng 7 năm 2009, Zelaya nói rằng ông sẽ đến biên giới phía Bắc của Nicaragua và sẽ vượt biên giới tiến vào lãnh thổ Honduras ngày sau đó, sau khi các cuộc thương thảo với trung gian quốc tế đã không đạt kết quả nào. Zelaya nói rằng những cuộc thương thảo có sự hậu thuẫn của Hoa Kỳ và do Tổng thống Costa Rica Oscar Arias làm trung gian đã thất bại vì "thành phần lãnh đạo cuộc đảo chánh hoàn toàn từ khước việc để tôi trở lại cầm quyền."
"Tôi sẽ trở về không võ khí, trong sự hòa hoãn, để Honduras có thể có được hòa bình và yên ổn," Zelaya nói trong cuộc họp báo vào chiều ngày 22 tháng 7 tại thủ đô Nicaragua, Managua. "Vợ và các con tôi sẽ đi cùng với tôi và quân đội Honduras phải chịu trách nhiệm về bất cứ điều gì xảy ra cho chúng tôi."
Quân đội Honduras đã ngăn chặn nỗ lực trở về lần đầu tiên của Zelaya ngày 5 tháng 7 bằng cách đậu xe trên phi đạo ở thủ đô Tegucigalpa. Chuyến bay này đã gây ra sự đụng độ giữa những người ủng hộ Zelaya và lực lượng an ninh ở phi trường, khiến ít nhất một người thiệt mạng. Tại Costa Rica, các cuộc thương thảo nhằm giải quyết tình hình ở Honduras đã đi vào bế tắc khi phía chính phủ lâm thời do ông Roberto Micheletti lãnh đạo nói sẽ bác bỏ đề nghị sau cùng của ông Arias. Arias đưa ra chương trình 11 điểm theo đó Zelaya sẽ trở lại nắm quyền trong hai ngày tới và ân xá cho những người đã tổ chức đảo chính ông.
Arias nói kế hoạch này là nỗ lực sau cùng của ông nhằm trung gian hòa giải hai bên, Zelaya và chính phủ lâm thời nên nhờ Tổ chức Các Quốc gia châu Mỹ kiếm một người trung gian khác nếu họ không chịu ký vào thỏa thuận ông đề nghị. Arias cảnh cáo cả hai bên rằng không còn nhiều thời giờ cho một giải pháp hòa bình và kêu gọi họ hãy tạo ra một tiền lệ bằng cách trở thành quốc gia đầu tiên trong lịch sử cận đại hủy bỏ kết quả một cuộc đảo chính qua thương thảo.

## Thỏa hiệp để trở lại chức vụ
Zelaya và những người chống đối ông đạt thỏa thuận qua trung gian của Hoa Kỳ, theo đó Zelaya tin rằng sẽ trở lại nắm quyền trong vòng bốn tháng sau khi có một cuộc đảo chính chớp nhoáng khiến niềm tin vào các nền dân chủ trẻ trung ở châu Mỹ La Tinh bị lung lay. Thỏa thuận chia quyền đạt được vào ngày 29 tháng 10 kêu gọi Quốc hội Honduras quyết định là có đưa Zelaya vào lại chức vụ tổng thống hay không. Tuy Quốc hội bỏ phiếu ủng hộ việc lật đổ ông ngày 28 tháng 6, các nhà lãnh đạo tại Quốc hội cho không ngăn cản thỏa thuận giúp chấm dứt tình trạng cô lập ngoại giao của Honduras và hợp thức hóa cuộc bầu cử tổng thống dự trù diễn ra vào tháng 11 năm 2009.
"Chúng tôi sẵn sàng hợp tác tại Quốc hội với thỏa thuận này," theo lời Profirio Lobo, một nhà lập pháp thuộc đảng Quốc gia và là người được coi là sẽ thắng trong cuộc bầu cử ngày 29 tháng 11 năm 2009. Tuy giới hữu trách không nói rõ là thỏa thuận này có cho phép Zelaya trở lại nắm quyền trong ba tháng còn lại của nhiệm kỳ, ông ta khẳng định rằng đây là điều sẽ xảy ra trong những ngày tới và "đem lại hòa bình cho Honduras." Thỏa thuận này được coi là một chiến thắng ngoại giao quan trọng cho Tổng thống Barack Obama. Obama gửi một đặc sứ đến Honduras vào cuối tháng 10/2009 để áp lực cả hai phía phải giải quyết cuộc khủng hoảng sau nhiều tháng trời bế tắc.